# Serapias bergonii
La serapide di Bergon (Serapias bergonii E.G.Camus, 1908) è una pianta appartenente alla famiglia delle Orchidacee.
L'epiteto specifico è un omaggio al botanico francese Paul Bergon (1863-1912).

## Descrizione

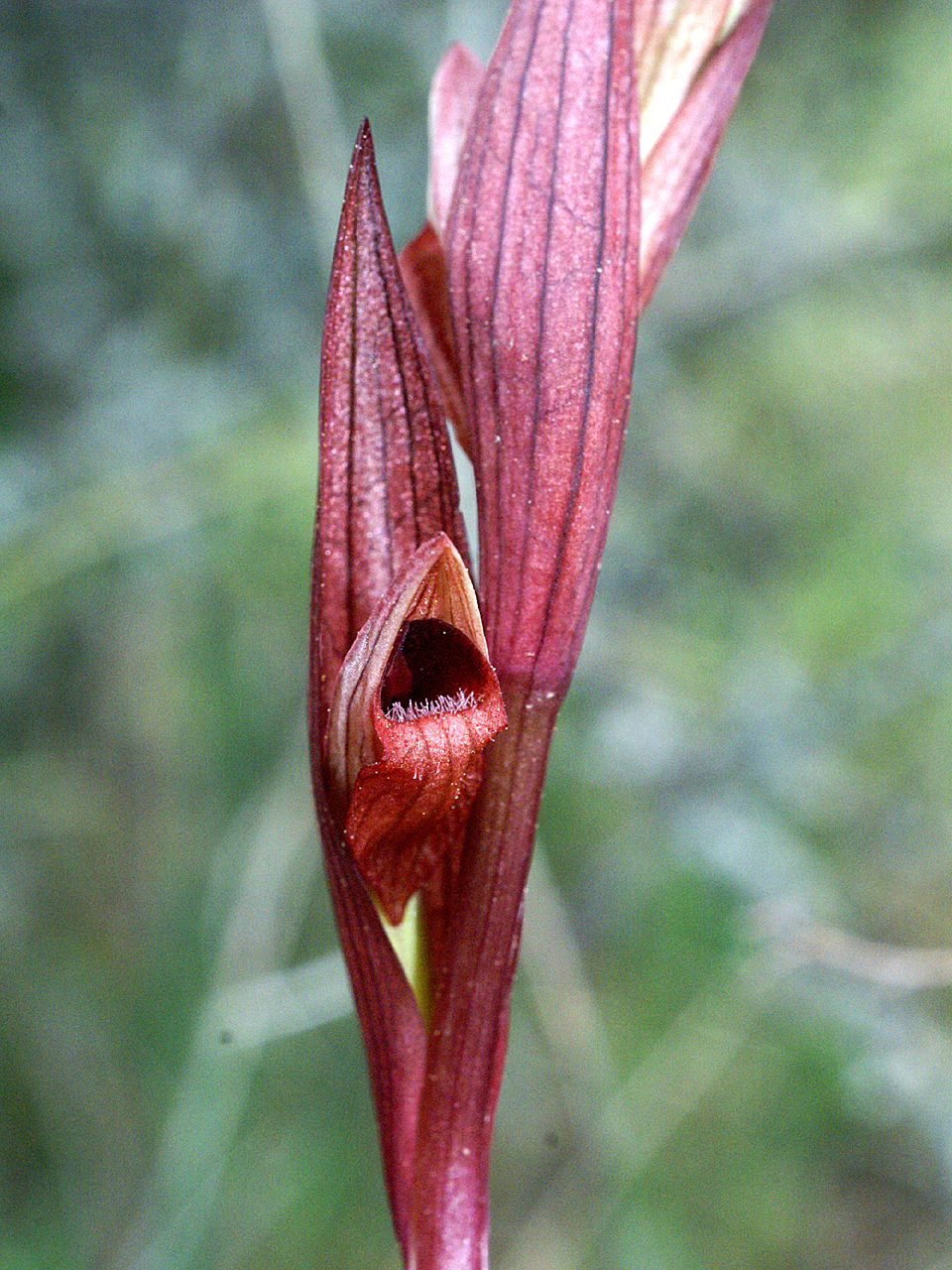
Dettaglio del fiore

È una pianta erbacea alta da 10 a 40 cm con foglie basali in rosetta e arcuate.
Presenta una infiorescenza costituita da 4-10 piccoli fiori.
 Le brattee, purpuree sfumate di grigio-argenteo, sono ovato-lanceolate.
Il labello, bipartito e di colore bruno-rossastro scuro, si presenta peloso al centro e con 2 callosità basali scure lucide appena divergenti; l'ipochilo è racchiuso nel casco tepalico e presenta due lobi laterali più scuri, l'epichilo, di forma lanceolata, si distingue da quello di S. vomeracea per le minori dimensioni (10–18 mm X 3,5–7 mm).

L'ovario è sessile, le masse polliniche da gialle a olivastre.
Fiorisce da marzo ad aprile.

## Distribuzione e habitat
La specie ha un areale stenomediterraneo orientale.
È presente in Italia meridionale (Campania, Puglia, Basilicata, Calabria e Sicilia), Grecia, Cipro e Turchia occidentale.
Il suo habitat sono le praterie aride (xerogramineti) e le garighe, da 10 a 1000 m di altitudine.

## Tassonomia
Fa parte del gruppo Serapias vomeracea (sezione Bilamellaria)

### Ibridi
Serapias bergonii può dar luogo ad ibridi interspecifici tra cui:
- Serapias × cypria H. Baumann & Künkele (1989) (S. bergonii × S. orientalis subsp. levantina)
- Serapias × demadesii Renz (S. bergonii × Serapias lingua)
- Serapias × euxina H. Baumann & Künkele (1989) (S. bergonii × S. orientalis)
- Serapias × halacsyana Soó (1931) (S. bergonii × S. cordigera)
- Serapias × marchiorii Turco & Medagli (S. bergonii × Serapias politisii)

Sono documentati anche diversi intergenerici con specie del genere Anacamptis:
- × Serapicamptis myrtoa (Kalop. & Aperghis) J.M.H.Shaw, 2005 (A. papilionacea × S. bergonii)